# Lockheed Martin X-59 QueSST
O Lockheed Martin X-59 QueSST ("Quiet SuperSonic Technology") é uma aeronave supersônica experimental americana que está sendo desenvolvida na Skunk Works para o programa Low-Boom Flight Demonstrator da NASA. A construção do X-59 QueSST foi concluída nas instalações da Lockheed Martin em Palmdale, Califórnia, e foi projetado para voar a velocidades supersônicas - aproximadamente 660 mph ao nível do mar - sem produzir um estrondo sônico. É também um novo avião pertencente a família de aeronaves experimentais da USAF conhecidas como X-planes.

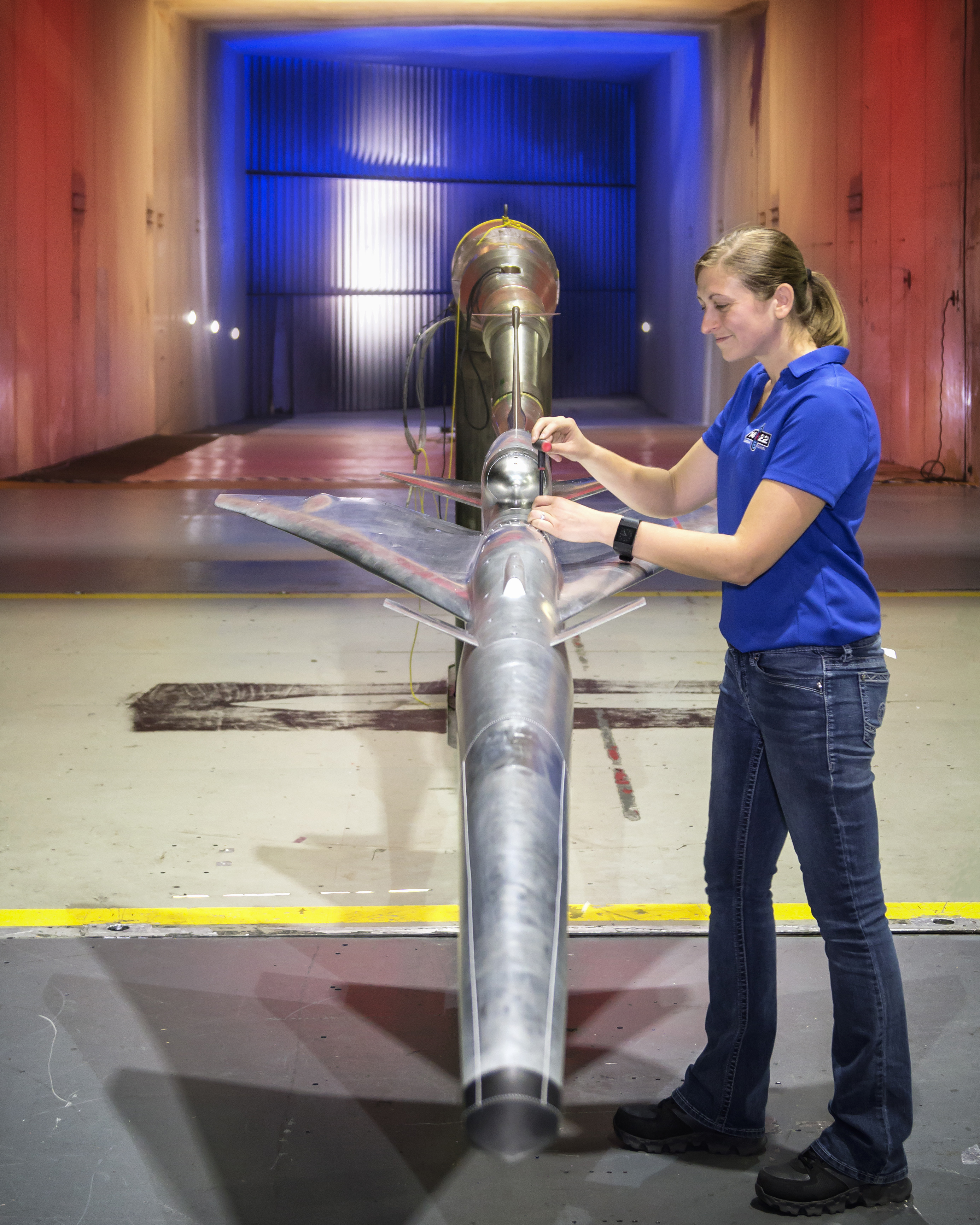
Modelo em escala do X-59 em testes de túnel de vento

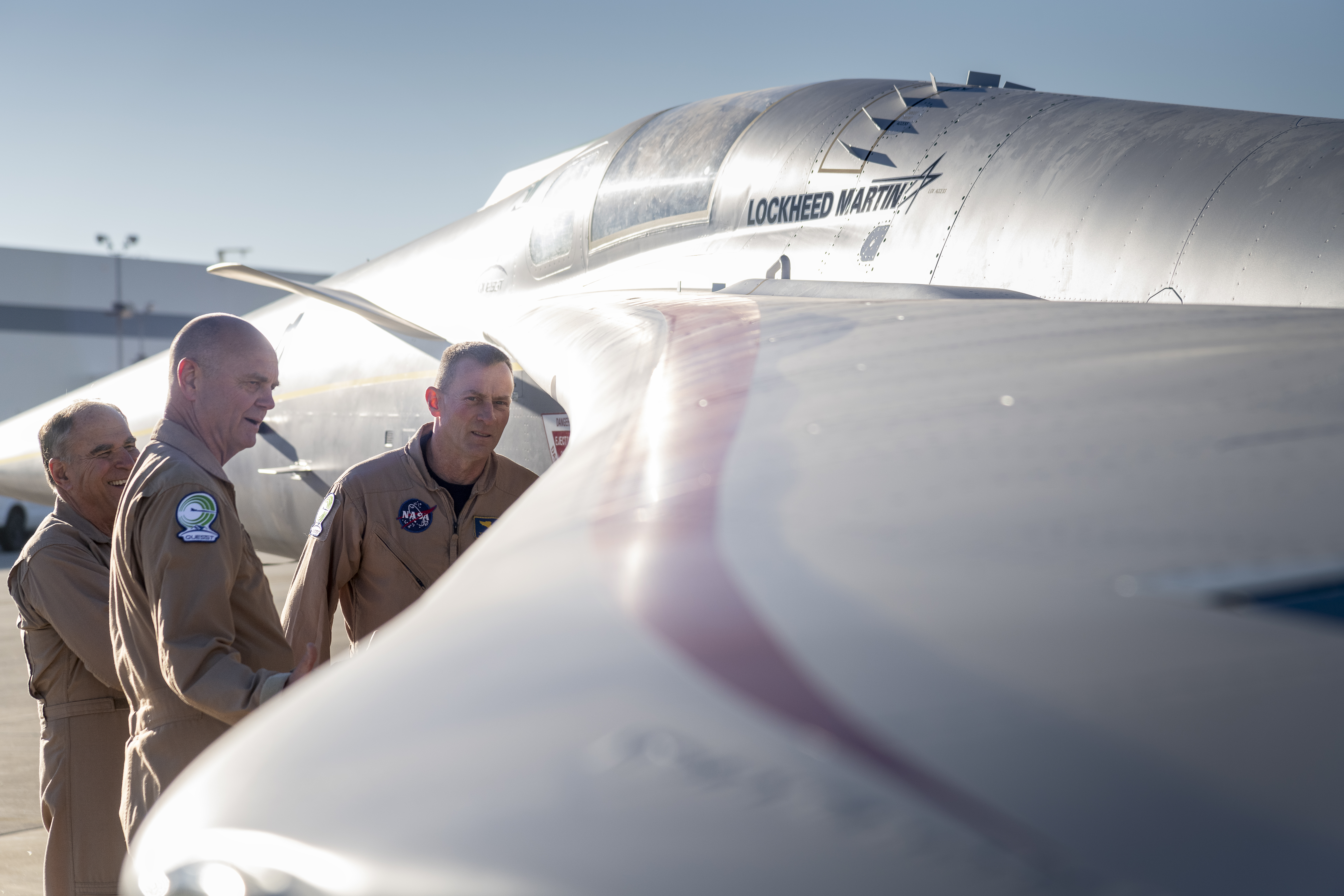
Pilotos de teste inspecionando um X-59 recém pintado

## Características da aeronave

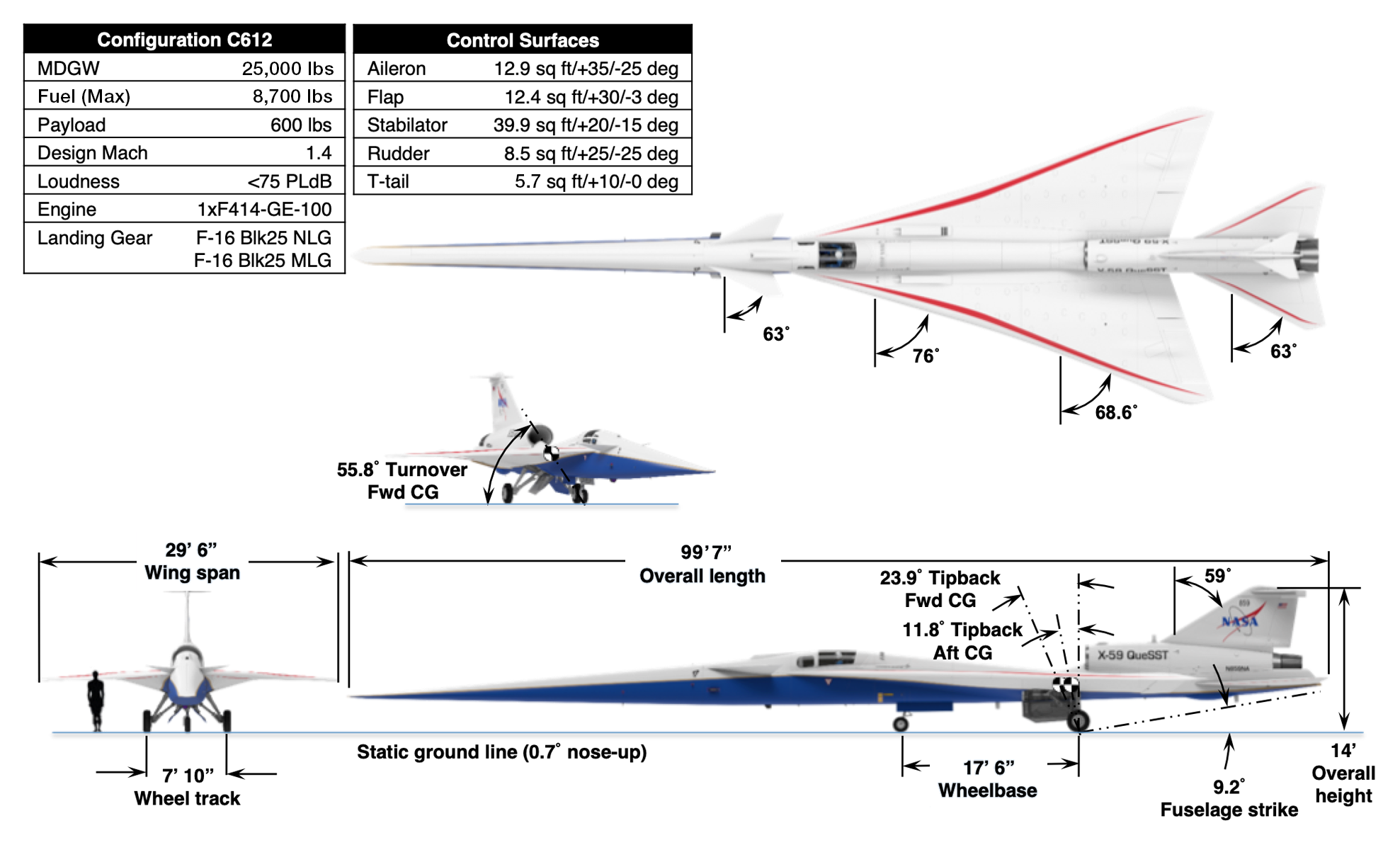
Concepção artística das características do X-59

A nova aeronave experimental terá uma fuselagem esguia, com um único motor a jato (posicionado abaixo do estabilizador vertical), trem de pouso triciclo semelhante ao instalado no caça F-16 e um longo nariz - que funcionará como um silenciador no momento que o avião quebrar a barreira do som. Estima-se que o estrondo sônico (barulho) proveniente da onda de choque gerada pela aeronave soará similar ao fechar da porta de um carro, produzindo apenas 75 decibéis.

## Desenvolvimento
Em fevereiro de 2016, a Lockheed Martin recebeu um contrato preliminar de projeto, com o objetivo de voar no prazo de 2020. Um modelo em escala de 9% deveria ser testado em túnel de vento de Mach 0,3 a Mach 1,6 entre fevereiro e abril de 2017. A revisão preliminar do projeto foi originalmente planejada para ser concluída até junho de 2017. Embora a NASA tenha recebido três consultas para sua solicitação de propostas de agosto de 2017, a Lockheed foi a única licitante.
Em 2 de abril de 2018, a NASA concedeu à Lockheed Martin um contrato de US$ 247,5 milhões para projetar, construir e entregar no final de 2021 o X-plane Low-Boom. Em 26 de junho de 2018, a Força Aérea dos EUA informou à NASA que havia atribuído a designação X-59 QueSST ao demonstrador. Em outubro, a NASA Langley completou três semanas de testes em túnel de vento de um modelo em escala de 8%, com altos ângulos de ataque de até 50° e 88° em velocidade muito baixa, acima dos 13° em campanhas de túneis anteriores. Os testes foram para estabilidade e controle estáticos, oscilações forçadas dinâmicas e visualização de fluxo de laser, expandindo as previsões experimentais e computacionais anteriores.